# Mike Gminski
Michael Thomas Gminski, detto Mike (Monroe, 3 agosto 1959), è un ex cestista statunitense, professionista nella NBA.

## Carriera
Venne selezionato dai New Jersey Nets al primo giro del Draft NBA 1980 (7ª scelta assoluta).

## Palmarès
- 2 volte NCAA AP All-America Second Team (1979, 1980)